# Municipio de Helga
El municipio de Helga (en inglés: Helga Township) es un municipio ubicado en el condado de Hubbard en el estado estadounidense de Minnesota. En el año 2020 tenía una población de 1648 habitantes y una densidad poblacional de 19,14 personas por km².

## Geografía
El municipio de Helga se encuentra ubicado en las coordenadas 47°23′20″N 94°52′6″O / 47.38889, -94.86833. Según la Oficina del Censo de los Estados Unidos, el municipio tiene una superficie total de 92.44 km², de la cual 86,11 km² corresponden a tierra firme y (6,86 %) 6,34 km² es agua.

## Demografía
Según el censo de 2010, había 1401 personas residiendo en el municipio de Helga. La densidad de población era de 15,16 hab./km². De los 1401 habitantes, el municipio de Helga estaba compuesto por el 95,5 % blancos, el 0,36 % eran afroamericanos, el 2 % eran amerindios, el 0,21 % eran asiáticos, el 0,5 % eran de otras razas y el 1,43 % eran de una mezcla de razas. Del total de la población el 1,14 % eran hispanos o latinos de cualquier raza.